# مصطفى رياض باشا
مصطفى رياضا باشا (1834 – 1911)، رئيس وزراء مصر ثلاث مرات؛ الأولى من 21 سبتمبر 1879 حتى 10 سبتمبر 1881، الثانية من 9 يونيو 1888 حتى 12 مايو 1891، الثالثة من 19 يناير 1893 حتى 15 إبريل 1894.

## النشأة
ولد مصطفى رياض بالقاهرة عام 1834.
اختلف المؤرخون في جنسية مصطفى رياض، فيرى بعضهم أنه كان يهودياً من سميرنا وينتمي لأسرة من المرابين ووزاني الذهب تعرف باسم الوزان، وأن اسمه الحقيقي هو: يعقوب، بينما يرى آخرون أنه تركي مسلم، وأنه نجل ناظر الضربخانة المصرية (سك العملة).
تلقى العلم بالمدارس، وتخرج في مدرسة المفروزة العسكرية.
اقترن بابنة حسين طبوزاده، وهو تركي من البلقان حضر لمصر مع محمد علي.

## الحياة السياسية
دخل خدمة الحكومة المصرية بوظيفة مبيض (ناسخ) في مجلس العموم عام 1848، وكلف بعمل آخر وهو قيد الخلاصات.
ألغي المجلس السابق عام 1848، فعين كاتباً عربياً بديوان الوثائق وقيدها بالسجلات العربية (1848 - 1849).
انتظم في العمل في سلك عساكر الموسيقى برتبة ملازم عام 1849، ثم ترقى إلى رتبة اليوزباشيي (نقيب)، ثم رتبة الصاغ (رائد)، مع استمراره في عمله كعازف، ثم ترقى إلى رتبة البكباشي (مقدم) أثناء خدمته الموسيقى العسكرية.
انتظم في عام 1851 في سلك رجال المعية السنية برتبة القائمقام (عقيد) بصفة ياور بمعية عباس الأول عام 1852، وترقى في العام نفسه إلى رتبة أميرالاي (عميد)، ووظيفة المهر دار (حامل ختم) لوالي مصر في العام نفسه أيضا.
عين مديراً للجيزة عام 1853، وأطفيح عام 1856، ثم مديراً لمديرية الفيوم، ثم قنا في العام نفسه، ثم انتقل للقاهرة نائباً لناظر السكك الحديدية (1856- 1857).
حاكماً إداريا لروضة البحرين (المنوفية والغربية) (1857 – 1858)، ثم وكيل روضة البحرين (1860 - 1861)، ثم فصل من الخدمة.
أعاد سعيد باشا والي مصر (1854 - 1863) تعيينه لخدمة الكتابة في معيته، وأنعم عليه برتبة الميرميران عام 1862.
في عهد الخديوي إسماعيل رُقي إلى الدرجة الأولى وعينه حامل ختم في يناير 1863، ثم أصبح عضواً بمجلس الأحكام (يوليو 1864)، فناظراً لخاصة الخديوي إسماعيل في أكتوبر 1864، واستمر في وظيفته كحامل ختم، وطرد من خدمة الخديوي في فبراير عام 1868.
أعيد تعيينه خازناً أول للمالية (أمين الخزانة) للخديوي إسماعيل في أكتوبر 1868، ونال رتبة "الروم ايلي بكلربكي"، وأرسل في مهمة سياسية تتعلق بالإصلاح القضائي وإلى مقر السلطنة العثمانية في الآستانة، ولما عاد منها عُين مستشاراُ لرئاسة المجلس المخصوص.
عُين مستشار للأمير توفيق (ناظر الخاصة) في ديسمبر 1872.
تولى مهام منصب ناظر (وزير) المدارس والأوقاف في أغسطس 1873، ثم مستشاراً لناظر الداخلية، ورئيساً لمحكمة الوصاية على الأيتام (مارس 1874)، وتولى رئاسة المجلس الحسبي في السنة التالية أيضا.
تبوأ منصب ناظر الأمور الإفرنجية (الخارجية) 1874 - 1875، ثم ناظر الزراعة عام 1875، 1877 ،1878، والحقانية (العدل) 1875 ،1876 ،1877 ، فناظراً لديوان المدارس والمعارف 1876 – 1877، فناظراً للتجارة (أكتوبر 1877 - يونيو 1878).
كان رياض العضو المصري الوحيد بلجنة التحقيق العليا التي أصدر إسماعيل قراراً بتأليفها في يناير 1878، وأوصت هذه اللجنة بتأليف وزارة نوبار وفيها وزيران أجنبيان.
عُين ناظراً (وزيراً) للداخلية في نظارة نوبار باشا الأولى (1878 - 1879).
تولى مهام منصب ناظر (وزير) الحقانية (مؤقتاً) والداخلية في وزارة محمد توفيق الأولى (1879)، وكان من أعمال هذه الوزارة فض جلسات مجلس شورى النواب، وتولى رياض إبلاغ هذا القرار للمجلس وتنفيذه.
كانت كراهيته للشورى وميله للحكم المطلق من أسباب قيام الثورة العرابية، فقد كان أول مطالب العرابيين في ثورة 9 سبتمبر 1881 هو إسقاط وزارة رياض لاستبدادها وعدم وطنيتها.
اضطلع بمنصب ناظر الداخلية في نظارة محمد شريف باشا الرابعة (1882 - 1884)، ولكنه لم يمكث فيها سوى بضعة أشهر، لأنه كان يرى ضرورة تغليظ العقوبة على زعماء الثورة العرابية.
بلغت ثروته من الأراضي الزراعية في الفترة من عام 1853 إلى عام 1864، 850 فداناً.
اختير رئيساً للمؤتمر الإسلامي المصري عام 1911.

## مناصبه الوزارية
| الوزارة               | بداية الفترة | نهاية الفترة | مجلس الوزراء                  | عهد              |
| --------------------- | ------------ | ------------ | ----------------------------- | ---------------- |
| ناظر المعارف العمومية | 15/08/1873   | 24/05/1874   | لا وزارة                      | الخديوي إسماعيل  |
| ناظر المعارف العمومية | 25/06/1876   | 13/10/1877   | لا وزارة                      | الخديوي إسماعيل  |
| ناظر المالية          | 01/09/1878   | 21/09/1878   | نظارة نوبار باشا الأولى       | الخديوي إسماعيل  |
| ناظر الداخلية         | 28/08/1878   | 23/02/1879   | نظارة نوبار باشا الأولى       | الخديوي إسماعيل  |
| ناظر الداخلية         | 10/03/1879   | 07/04/1879   | نظارة محمد توفيق باشا الأولى  | الخديوي إسماعيل  |
| ناظر العدل            | 10/03/1879   | 07/04/1879   | نظارة محمد توفيق باشا الأولى  | الخديوي إسماعيل  |
| رئيس مجلس النظار      | 21/09/1879   | 10/09/1881   | نظارة مصطفى رياض باشا الأولى  | الخديوي توفيق    |
| ناظر الداخلية         | 21/09/1879   | 10/09/1881   | نظارة مصطفى رياض باشا الأولى  | الخديوي توفيق    |
| ناظر المالية          | 21/09/1879   | 10/09/1881   | نظارة مصطفى رياض باشا الأولى  | الخديوي توفيق    |
| ناظر الداخلية         | 21/08/1882   | 10/12/1882   | نظارة محمد شريف باشا الرابعة  | الخديوي توفيق    |
| رئيس مجلس النظار      | 09/06/1888   | 12/05/1891   | نظارة مصطفى رياض باشا الثانية | الخديوي توفيق    |
| ناظر الداخلية         | 09/06/1888   | 12/05/1891   | نظارة مصطفى رياض باشا الثانية | الخديوي توفيق    |
| ناظر المالية          | 09/06/1888   | 12/05/1891   | نظارة مصطفى رياض باشا الثانية | الخديوي توفيق    |
| رئيس مجلس النظار      | 19/01/1893   | 15/04/1894   | نظارة مصطفى رياض باشا الثالثة | عباس حلمي الثاني |
| ناظر الداخلية         | 19/01/1893   | 15/04/1894   | نظارة مصطفى رياض باشا الثالثة | عباس حلمي الثاني |
| ناظر المعارف العمومية | 01/1893      | 15/04/1894   | نظارة مصطفى رياض باشا الثالثة | عباس حلمي الثاني |

## تشكيله للوزارات
شكّل وزارته الأولى في (21 سبتمبر 1879 – 10 سبتمبر 1881)، وتولى فيها منصب نظارة الداخلية ومؤقتاً منصب ناظر المالية، ثم عين رئيساً لمجلس النظار للمرة الثانية (9 يونيو 1888- 12 مايو 1891) وخلال هذه النظارة تصدى لمحاولات اللورد كرومر المعتمد البريطاني في مصر أن تتنازل مصر عن السودان، وأخيراً تولى رئاسة النظارة للمرة الثالثة (19 يناير 1893- 15 إبريل 1894)، وعُين فيها ناظراً للمعارف العمومية.
اضطر مصطفى رياض للاستقالة عقب حادث الحدود عام 1894 الذي انتقد فيه عباس الثاني نظام الجيش المصري، مما أدى إلى غضب كتشنر السردان البريطاني آنذاك، وعزم على الاستقالة، فألزم اللورد كرومر الخديوي عن طريق مصطفى رياض بالإشادة بالجيش وسرواره في الوقائع المصرية، مما يعد اعتذاراً رسمياً عما حدث، فقدم استقالته للإهانة التي لحقت بالخديوي وبه.

## رئاسته الوزارة الأولى

### حكومته
| الوزير                   | الوزارة                       |
| ------------------------ | ----------------------------- |
| حسين فخري باشا           | نظارة الحقانية                |
| داود باشا                | نظارة الجهادية والبحرية       |
| عثمان رفقي               | نظارة الجهادية والبحرية       |
| علي إبراهيم باشا         | نظارة المعارف العمومية        |
| علي مبارك باشا           | نظارة الأشغال العمومية        |
| محمود سامي البارودي باشا | نظارة الأوقاف، نظارة الجهادية |
| مرعشلي باشا              | نظارة الأشغال العمومية        |
| مصطفى رياض باشا          | نظارة الداخلية، نظارة المالية |
| مصطفى فهمي باشا          | نظارة الخارجية                |

## رئاسته الوزارة الثانية

### حكومته
| الوزير          | الوزارة                       |
| --------------- | ----------------------------- |
| حسين فخري باشا  | نظارة الحقانية                |
| ذو الفقار باشا  | نظارة الخارجية                |
| علي مبارك باشا  | نظارة المعارف العمومية        |
| محمد باشا زكي   | نظارة الأشغال العمومية        |
| مصطفى رياض باشا | نظارة الداخلية، نظارة المالية |
| مصطفى فهمي باشا | نظارة الحربية والبحرية        |

## رئاسته الوزارة الثالثة

### حكومته
| الوزير          | الوزارة                                        |
| --------------- | ---------------------------------------------- |
| أحمد مظلوم      | نظارة الحقانية                                 |
| بطرس غالي باشا  | نظارة المالية                                  |
| تكران باشا      | نظارة الخارجية                                 |
| محمد زكي باشا   | نظارة الأشغال العمومية، نظارة المعارف العمومية |
| مصطفى رياض باشا | نظارة الداخلية، نظارة المعارف العمومية         |
| يوسف شهدي باشا  | نظارة الحربية والبحرية                         |

## من أهم أعماله
- أوقف 1806 فداناً بالوجه البحري مساهمة منه في إنشاء دار الكتب، واستخدمت في الصرف على أجور العاملين بالمكتبة وتزويدها بالكتب الجديدة، وترميم القديمة وغير ذلك.
- أصبحت الوقائع المصرية في عهده تصدر يومياً بعد أن كانت تصدر مرتين في الأسبوع.
- كان مسئولاً عن إحضار جمال الدين الأفغاني المصلح الإسلامي إلى مصر عام 1871، ورتب له راتباً بموافقة الخديوي إسماعيل، وكان لكتاباته في الصحف أكبر الأثر في إيقاظ الوعي القومي في مصر.
- صدرت في عهده لائحة ترتيب المحاكم الشرعية في يونيو 1880، وهي أول لائحة نظمت شئون القضاء الشرعي، واهتم رياض باشا بإصلاح المحاكم القديمة.
- ساعد على إصدار جريدة المؤيد لصاحبها علي يوسف عام 1889.
- إلغاء السخرة، وإبطال الضرب بالكرباج لتحصيل الضرائب، وتقليص عدد الضرائب.
- أُنشِأَ في عهده مجلس بلدي الإسكندرية في 5 يناير 1890.

### في مجال التعليم
- وضع خطة مع دوربك، خبير التعليم السويسري، للنهوض بالتعليم الشعبي من كافة نواحيه فاعتمد على إصلاح المدارس لا التوسع فيها.
- نشر التعليم في أنحاء القطر عن طريق إصلاح الكتاتيب بتمويل من الأوقاف الأهلية مستعيناً بذلك بحنكة السويسري دوربك.